# 南非側帶小公魚
南非側帶小公魚為輻鰭魚綱鲱形目鳀科的其中一種，分布於西印度洋區，從莫三比克北部至南非伊莉莎白港海域，棲息深度可達50公尺，本魚體延長，上頷突出，超過前鰓蓋，臀鰭短，起於背鰭基部中點，臀鰭軟條18-19枚，體長可達8公分，棲息在沿海，喜群游。

## 擴展閱讀
- 維基物種上的相關：南非側帶小公魚